# Пидарино
Пидари́но (болг. Пъдарино) — село в Тирговиштській області Болгарії. Входить до складу общини Омуртаг.

## Населення
За даними перепису населення 2011 року у селі проживали 543 особи.
Національний склад населення села:
| Національність   | Кількість осіб | Відсоток |
| ---------------- | -------------- | -------- |
| турки            | 538            | 99,1%    |
| болгари          | 3              | 0,6%     |
| цигани           | 0              | 0%       |
| Всього відповіли | 543            |          |

Розподіл населення за віком у 2011 році:
Динаміка населення: